# Нікійський мир
Нікійський мир був мирним договором, підписаним між грецькими містами-державами Афінами та Спартою в березні 421 року до нашої ери, який завершив першу половину Пелопоннеської війни.
У 425 році до нашої ери спартанці програли битви при Пілосі та Сфактерії, зазнавши серйозної поразки, в результаті якої афіняни взяли в полон 292 особи. Принаймні 120 були спартіатами, які відновилися до 424 р. до н. е., коли спартанський генерал Брасід захопив Амфіполь. У тому ж році афіняни зазнали серйозної поразки в Беотії в битві при Деліумі, а у 422 р. до н. е. вони знову зазнали поразки в битві при Амфіполі, намагаючись повернути це місто. Так Брасід, провідний спартанський полководець, і Клеон, провідний політик Афін, були вбиті в Амфіполі. На той час обидві сторони були виснажені й готові до миру.
Переговори почали Плейстоанакс, цар Спарти, і Нікій, афінський генерал. Найбільш дружньою пропозицією було повернути все до довоєнного стану, крім Нісеї та Платеї . Афіни збережуть контроль над Нісейою, а Фіви — над Платеями. Амфіполь буде повернуто Афінам, а Пілос — Спарті. Афіняни звільнили спартанських полонених, взятих у Сфактерії, а Спарта разом із Фівами повернула афінських полонених. Храми по всій Греції будуть відкриті для вірян з усіх міст, а оракул у Дельфах відновить свою автономію. Афіни продовжували збирати данину з держав, від яких вони її отримували з часів Арістіда, але Афіни не могли змусити їх стати союзниками. Афіни також погодилися прийти на допомогу Спарті, якщо ілоти повстатимуть. Мало хто із союзників Спарти погодився підписати мир. Беотія, Коринф, Еліда, Мегара та Амфіполь виступили проти договору.
Сімнадцять представників від кожної сторони присягнули дотримуватися договору, який був розрахований на п'ятдесят років. Представниками Спарти були царі Плейстоанакс і Агіс II, Плейстолас, Дамагет, Хіоніс, Метаген, Акант, Дайт, Ішагор, Філохарід, Зевксід, Антіф, Телліс, Алкінд, Емпедій, Мена і Лафіл. Представниками Афін були Лампон, Істмонік, Нікій, Лахес, Євтидем, Прокл, Піфодор, Хагнон, Міртіл, Фразікл, Феаген, Арістократ, Іолцій, Тимократ, Леон, Ламах і Демосфен . Однак головна мета Афін, повернення Амфіполя, була відхилена, коли Клірід домігся від спартанців пункту в договорі, що заперечує передачу. Договір було розірвано з самого початку і, після кількох невдач, було формально скасовано в 414 р. до н. е. Пелопоннеська війна відновила другий етап.